# Фрідріх-Август Гройс
Фрідріх-Август Гройс (нім. Friedrich-August Greus; 27 квітня 1921, Пушкау — ?) — німецький офіцер-підводник, оберлейтенант-цур-зее крігсмаріне.

## Біографія
16 вересня 1939 року вступив на флот. В серпні-жовтні 1940 року служив в штабі командувача торпедними катерами. З жовтня 1940 року проходив курс підводника, після завершення якого до січня 1942 року служив вахтовим офіцером на баржі 24-ї флотилії. З 31 січня 1942 по травень 1943 року — вахтовий офіцер на підводному човні U-217, в липні-грудні 1943 року — 1-й вахтовий офіцер на U-214. З 25 січня 1944 року — командир U-737. 13 грудня 1944 року вийшов у свій перший похід. 19 грудня U-737 затонув в Норвезькому морі у Вестфйорді (68°10′ пн. ш. 15°28′ сх. д.) після зіткнення з німецьким тральщиком MRS-25. 31 члени екіпажу загинули, 20 (включаючи Гройса) були врятовані. З 21 січня по 12 лютого 1945 року виконував обов'язки командира  U-716, на якому здійснив 1 похід (6-12 лютого). В березні 1945 року розпочав курс піхотинця. В травні 1945 року взятий в полон. 24 серпня 1945 року звільнений.

## Звання
- Кандидат в офіцери (16 вересня 1939)
- Морський кадет (1 лютого 1940)
- Фенріх-цур-зее (1 липня 1940)
- Оберфенріх-цур-зее (1 липня 1941)
- Лейтенант-цур-зее (1 березня 1942)
- Оберлейтенант-цур-зее (1 жовтня 1943)